# الخلل (تعز)
الخلل هي إحدى قرى الجمهورية اليمنية. وهي تتبع جغرافيًا لمحافظة تعز. وإداريًا لمديرية المسراخ. يبلغ تعداد سكانها 1393 نسمة حسب الإحصاء الذي جرى عام 2004.